# 大黒島 (厚岸町)
大黒島（だいこくじま）は、日本の北海道厚岸郡厚岸町に属する無人島である。アイヌ語ではホロモシリ、モシリカ、シューオマイなどとも呼称される。
厚岸湾の入口に位置する台地上の島であり、樹木は少なく、草原植生を主とする。コシジロウミツバメをはじめとする海鳥の繁殖地であり、1951年（昭和26年）より島の南西部は大黒島海鳥繁殖地として天然記念物に指定されている。
島内における人間の活動の痕跡として、チャシ跡の存在が知られるほか、少なくとも文化年間より和人によって漁業が営まれていた。近代には定住者も存在したものの、戦後に土砂災害が発生して以降、定住集落は放棄され、季節的な居住へと切り替わることとなった。国勢調査では2000年（平成12年）まで居住者が確認できるものの、2005年（平成17年）以降は無人化している。

## 地理

### 位置・地形
厚岸湾の入口、床潭漁港から南方およそ 4 km地点、対岸のピリカウタからは 1.8 km地点に位置する。沿岸部にわずかな砂地があるほかは、高さ50 m、場所によっては80 mほどの崖に囲まれた、おおむね 100 mの海食台となっている。島のほぼ中央部を東西に横切る幅広い沢があり、東側に流れ込む小川は海岸で5 m ほどの滝になっている。南側は起伏が比較的大きく、先端部は南西方向に突き出す。ここに最高標高地点が存在し、灯台（後述）が建てられている。また、北端には北に 200 mほど突き出す砂嘴がある。
- 尻羽岬より見た大黒島 (2013年)
- 厚岸小島より見た大黒島 (2024年)

### 自然
全体として樹林は少なく、数種の高茎草木が優占する海岸草原を主体とする。沢沿いにわずかにミヤマハンノキ、イタヤカエデ、ダケカンバなどが生えるほか、マユミ、エゾニワトコ、エゾスグリといった低木もみられる。草原植生についてはエゾヨモギ、オオイタドリ、イワノガリヤス、ヨブスマソウ、アキタブキなどが主体である。崖地はほとんど無植生であるものの、キリンソウ、ユキワリコザクロ、ハマハタザオなどが団塊状に群生する。旧住民である桂川勝一（1981年聞き取り・当時67歳）によれば、こうした景観が形成されるのは日本軍による第二次世界大戦期の大黒島要塞化以降であり、それ以前は偏形樹が茂る「うっそうとした森林」があったという。
北方系の海鳥の集団繁殖地となっており、コシジロウミツバメの数十万羽単位での営巣が確認される。また、オオセグロカモメ、ウミウ、ウトウなどの繁殖地になっているほか、国内希少野生動植物種であるところのチシマウガラス、オジロワシ、オオタカ、ハヤブサ、ウミガラス、エトピリカの生息が確認されている。オジロワシの飛来は2006年（平成18年）以降の出来事であるとみなされている。1951年（昭和26年）より南西部の119,337 m2 が大黒島海鳥繁殖地として天然記念物に指定されているほか、1966年には全島が特別鳥獣保護区に指定された。1997年（平成9年）より山階鳥類研究所、2006年（平成18年）より環境省モニタリングサイト1000海鳥調査の一環として、3年に1回の鳥類モニタリング調査がおこなわれている。
また、哺乳類ではエゾヤチネズミが生息する。同島のエゾヤチネズミは今泉良典により1949年（昭和24年）に報告されたもので、当初はシコタンヤチネズミ（Neoaschizomys sikotanensis）の亜種であるアッケシムクゲネズミ（Neoaschizomys sikotanensis akkesii）と記載されたが、太田嘉四夫は両種をエゾヤチネズミのシノニムであるとした。島の周囲には100頭以上のゼニガタアザラシが生息している。

## 歴史

### 前近代
島の中心部よりやや南地点の急崖上に、大黒島チャシが確認されている。同チャシは、北東 ‐ 南西に 72.5 m、北西 ‐ 南東に 40 mと、チャシとしては比較的大規模なものである。
最上徳内による、寛政2年（1790年）の『蝦夷草紙』付図「蝦夷・加頼多・骨奈誌利・月多六福・猟虎島写図」に「大黒島」の名前が掲載される。また、アダム・ラクスマンの測量図（1793年）にも「大黒島」の名前が記載される。箱館奉行支配取締役・荒井保恵による文化6年（1809年）の『東行漫筆』には幕府直轄後の大黒島について記されており、「ホノマヘツ（大黒島の内）番人一人、夷人二十人、〆粕、こんぶ」、「大黒島 番人一人、夷人五人、鱈、こんぶ」とある。「ホノマヘツ」の位置については不詳であるが、これらの記述から、当時、作業を統括する和人1、2人につき20人から30人のアイヌが大黒島に渡島し、漁業をおこなっていたことがわかる。弘化2年（1845年）『池田家文書』中の「アッケシ御場所領東西陸道方向見絵図」には大黒島について「大島（ホロモシリ）従ピリカヲタ十八丁 周十八丁 皆岩磯。今大黒島と云。東南にラッコイシヨ岩岬。昔猟虎が上りし由。依て号く」とある。アイヌ語において大黒島を意味する「ホロモシリ」は、隣接する「ポンモシリ」、すなわち厚岸小島との対比による命名で、「モシリ」は島、「ホロ」は大、「ポン」は小を意味する修辞である。
松浦武四郎による安政6年（1859年）の『山川地理取調図』には「ホロモシリ　和大黒島ト云」とある。また、松浦は同島について、同年の『戊午東西蝦夷山川地理取調日誌』において、「モシリカ　今大黒島と云。周廻一里、漁小屋有。其形ち丸くして大黒天の頭の如く有るよりして号。モシリカは島と云儀也」と記述している。

### 近現代
1873年（明治6年）の『釧路国地誌提要』には、大黒島は「産物昆布、夏中厚岸ヨリ漁民出張」とある。また、1884年（明治17年）の「北海道志」巻七には、大黒島は「周回凡二里、諸島土人来リテ昆布ヲ採ル。大船ハ此島ノ南ヲ回リテ出入ス。北ハ岩礁多ク、僅ニ二三百石積ノ船ヲ通ス」とあり、標竿があると記される。1891年（明治24年）の永田方正『北海道蝦夷語地名解』には、大黒島をあらわすアイヌ語地名として「シューオマイ」が収録されており、訳を「神の鍋」、由来を「往時神の鍋あり故に名くと云う」としている。1890年（明治23年）に南部の高台に厚岸灯台が設置され、11月25日より点灯している。1900年（明治30年）の『北海道殖民状況報文 釧路国』によれば、大黒島には2戸が居住している。明治30年代の居住者は若狭竜吉・三田村與治兵衛の2戸であった。
大正初期に桂川留助・笠嶋竜吉・石村鶴松・橘福造・細越某の5世帯が島の北側に入植した。大黒島の集落は「気楽町」とよばれた。小島に向かって張り出す砂嘴が居住地となっていた。銀杏草、助宗、昆布、チカなどの漁獲・収集が主業であったが、ほかにニシンの雇用労働に従うこともあった。旧島民であり、桂川留助の息子である桂川勝一によれば、かつての大黒島には金子漁場・中野漁場という2つの番屋があり、1船団あたり30人ほどの雇人夫（ヤン衆）が入っていた。桂川は、1970年の聞き取りにおいて、「金子さんの秋鮭建網が四ヵ統、中野さんの雑定置一ヵ統、又六さんが一ヵ統」と述べており、金子のもとには能登、八戸、中野のもとには秋田県や苫多から人夫がやってきていたという。金子定吉は1916年（大正5年）より、宮城野勇太郎所有の漁場4船団を賃借経営しており、1918年（大正7年）にこれを譲り受けた。金子は1880年（明治13年）に函館で生まれた人物で、29歳のころ独立して海産商をはじめた。漁業経営にたずさわりはじめたのは1913年（大正2年）からであり、当初は不振であったものの、大黒島の経営に成功したことで巨万の冨を得た。
1943年（昭和18年）から1944年（昭和19年）にかけて、日本海軍大湊警備隊の配置にともない、大黒島は要塞化された。チャシのある高台に高角砲陣地、灯台周辺に厚岸湾を通過する潜水艦・魚雷艇を爆撃するための営哨が築かれ、この際に海軍兵舎の採暖用の薪として島内の樹木はほとんど伐採された。砲台の築造は突貫工事で進められ、島の附近に昆布採取に来た人が射殺されそうになったこともあった。また、特攻艇を収納する格納庫も掘られたが、これらの軍事施設がほとんど活用されることはなく、7月14日に道北各地でおこなわれた空襲に対しても、高角砲は数発が応射されるにとどまった。
1945年（昭和20年）12月18日の大時化に伴う土砂災害により、気楽町が壊滅して以来、島民は対岸の湾月町に住居を移して定住者はいなくなった。1981年（昭和56年）の報告によれば、番屋を置き、昆布漁のために季節的に居住する世帯が2戸存在した。また、1990年（平成元年）時点でも「一軒の家に一組の夫婦が、昆布の時期に島へ渡っている」との報告がある。
厚岸町の資料では1955年に41人、1960年に47人、1965年に23人と推移し、1970年の8人を最後に0人になっている。
2000年（平成12年）の国勢調査では、1世帯2人の居住が確認されたが、2005年（平成17年）の国勢調査では無人化している。

## 施設

### 教育
当初教育施設は存在せず、灯台守のひとりである佐藤富治台長が、妻とともに島民子弟に読み書きを教えたのがはじまりであった。1938年（昭和12年）に床潭小学校大黒島分教室が置かれたが、教員は引き続き灯台関係者の担当となった。12～3人が在籍することもあったが、第二次世界大戦期に児童疎開がおこなわれ、1945年（昭和20年）に教授停止・閉校となった。

### 厚岸灯台
厚岸灯台（あっけしとうだい）は、1890年（明治23年）11月25日に設置された沿岸灯台である。灯質は単閃白光（毎10秒に1閃光）、実効光度 3700 cd、光達距離 12 nmi (22 km)。大東島南端の最大標高地点に位置し、全島面積の1割以上を占める 120,000 m2の敷地面積を有する。これは、日本の灯台の中でもっとも広い。1937年（昭和12年）に木造からコンクリート造に改築され、1951年（昭和26年）に霧笛信号が附設された。また、後にレーマークビーコン局も設置されている。2003年（平成15年）の『日本歴史地名大系』には、「現在の灯台は地上七・七メートル、灯高一一二メートルのコンクリート造で、光達距離四八キロ」とある。
かつては職員が常駐していたが、1987年（昭和57年）より無人化しており、海上保安庁が年に1回の保守点検作業をおこなっている。『日本歴史地名大系』には「西岸中央部にある船着場（通称第一港）と東岸中央部よりやや南にある通称第三港と、南西にある厚岸灯台とは小道で通じている」とあるが、海上保安庁釧路海上保安部の2020年（令和2年）の報告によれば、南部の船着き場は使用不能になっており、点検の際は北岸から上陸しているという。

### 神社
亀甲神社（きこうじんじゃ）が存在する。かつては山上に建っていたが、1945年（昭和20年）の時化を契機に、野村番屋の横に移された。1990年（平成元年）時点の報告によれば、島に定住する者がいなくなった後も、野村氏により毎年10月9日に、神主を呼んで祭りを行っているという。

## 参照
1. 1 2 3 4 5 6 7 8  「大黒島」『日本歴史地名大系 北海道の地名』平凡社、2003年。
2. 1 2 3 4 5 6 7 8 9 10  『平成15年度 厚岸町海事記念館特別展 「大黒島・小島展」図録』厚岸町海事記念館、2003年、1-26頁。厚岸町海事記念館および本の森 厚岸情報館に所蔵。
3. 1 2 3 4 5  “国指定大黒島鳥獣保護区指定計画書（環境省案）”.   環境省. 2024年5月1日閲覧。
4. 1 2 3 4 5 6 7 8 9 10 11 12 13  佐藤宥紹「資源と交通機能からみた大黒島」『大黒島及びその周辺の科学調査報告書』、釧路市立郷土博物館・道東海岸線総合調査団、1981年、42-45頁。
5. 1 2  “平成 30 年度 モニタリングサイト 1000 海鳥調査報告書”.   環境省. 2024年5月13日閲覧。
6. ↑  金子 之史, 村上 興正「シリーズ 日本の哺乳類 種名検討編，日本産齧歯類（野鼠及び家鼠）の分類学史的検討」『哺乳類科学』第36巻第1号、1996年、109–128頁、doi:10.11238/mammalianscience.36.109。
7. ↑  高倉新一郎編著「蝦夷・加頼多・骨奈誌利・月多六福・猟虎島写図」『北海道古地図集成』北海道出版企画センター、1987年。
8. ↑  根室市歴史と自然の資料館、ラクスマンの測量図・厚岸、にて確認。
9. ↑  “東西蝦夷山川地理取調図 文化遺産オンライン”. bunka.nii.ac.jp. 2024年5月13日閲覧。
10. ↑  “戊午東西蝦夷山川地理取調日誌 首,1-19 / 松浦武四郎”. www2.lib.hokudai.ac.jp. 2024年5月13日閲覧。
11. ↑  永田方正『北海道蝦夷語地名解 再版』北海道協会支部、1908年、341頁。
12. 1 2  “灯台周辺案内”.   釧路海上保安部. 2019年7月6日時点のオリジナルよりアーカイブ。2019年7月6日閲覧。
13. ↑  北海道釧路国厚岸港大黒島ニ建設シタル灯台ニ於テ第五等不動白色ノ灯明ヲ設ク - 国立公文書館デジタルアーカイブ
14. ↑  『新釧路市史 第4巻』釧路市、1974年、377頁。
15. 1 2 3 4 5  小川明弘「続・大黒島に思いを与せて」『朱化石』第7巻、1990年。
16. 1 2 3 4 5 6  「昭和四十五年七月七日 桂川勝一さんの話 大黒島の思い出」『厚岸今昔物語』大谷乾一郎、1973年、87-89頁。
17. ↑  「金子定吉」『厚岸の史実』厚岸町、1968年、90-91頁。
18. ↑  “厚岸町人口ビジョン”.   厚岸町. 2025年2月19日閲覧。
19. ↑  “2000年 国勢調査 小地域（町丁・字等） 男女別人口総数及び世帯総数”. jstatmap.e-stat.go.jp. 2024年5月13日閲覧。
20. ↑  “2005年 国勢調査 小地域（町丁・字等） 男女別人口総数及び世帯総数”. jstatmap.e-stat.go.jp. 2024年5月13日閲覧。
21. 1 2  『新厚岸町史 通史編 第2巻』厚岸町、2020年、553頁。
22. 1 2 3 4 5 6  “厚岸町大黒島における厚岸灯台の巡回”.   釧路海上保安部 (2020年). 2024年5月14日閲覧。
23. ↑  “厚岸灯台”.   海上保安庁. 2024年5月14日閲覧。